# Diecezja Wamby
Diecezja Wamby – diecezja rzymskokatolicka w Demokratycznej Republice Konga. Powstała w 1949 jako wikariat apostolski. Diecezja od 1959.

## Biskupi diecezjalni
- Joseph-Pierre-Albert Wittebols, † (1949 – 1964)
- Gustave Olombe Atelumbu Musilamu † (1968 – 1990)
- Charles Kambale Mbogha, † (1990 – 1995)
- Janvier Kataka, (1996 – 2024)
- Emmanuel Ngona Ngotsi (od 2024)